# Чиркин, Виктор Мартынович
Виктор Мартынович Чиркин (13 июля 1944 года, Барнаул, Алтайский край, РСФСР, СССР — 15 февраля 2022 года, Ахтубинск, Астраханская область) — советский и российский лётчик-испытатель, сотрудник Государственного лётно-испытательного центра Министерства обороны имени В.П. Чкалова. Генерал-майор авиации (25 апреля 1990 года), Заслуженный лётчик-испытатель СССР (1988), Герой Российской Федерации (17 августа 1995 года).
Лётчик-испытатель 1-го класса (1980), военный лётчик 1-го класса (1970).

## Биография
В 1967 году окончил Армавирское высшее военное авиационное Краснознамённое училище лётчиков.
Провёл ряд испытательных работ на МиГ-23, МиГ-25, МиГ-27, МиГ-29, МиГ-31, Су-17 и их модификациях. В период с 1980 по 1981 г. являлся ведущим лётчиком-испытателем по Государственным испытаниям МиГ-27, Т-10, в 1981-1984 гг. — Су-27. В 1987-1999 гг. — ведущий лётчик-испытатель по государственным испытаниям самолётов МиГ-29М, МиГ-31, МиГ-31М. Имеет более 3500 часов налёта, освоил более 80 типов самолётов и их модификаций. При испытаниях МиГ-29М благополучно совершил уникальную аварийную посадку на опытном самолёте в неустойчивой конфигурации при отказе электро-дистанционной системы управления.
В 1978—1980 годах проходил общекосмическую подготовку в рамках программы «Буран» в ЦПК имени Ю. А. Гагарина по окончании которой получил квалификацию космонавта-испытателя.
Умер 15 февраля 2022 года (о смерти сообщено в этот день) после продолжительной болезни, похороны на Федеральном Военном Мемориальном кладбище "Пантеон Защитников Отечества".

## Награды
- Герой Российской Федерации (17 августа 1995 года, медаль № 203)
- орден Красной Звезды (17 февраля 1984 года)
- медаль «70 лет Вооружённых Сил СССР»[2]
- другие медали
- именное огнестрельное оружие — 9-мм пистолет Макарова (15 августа 1995 года).
- Лауреат премии Правительства Российской Федерации за значительный вклад в развитие ВВС России (2012 год)[3].

### Звания
- Заслуженный лётчик-испытатель СССР (18 августа 1988 года)
- Почётный гражданин Ахтубинска (2008)